# Emiliano Zapata, Juchitán de Zaragoza
Emiliano Zapata är en ort i Mexiko.   Den ligger i kommunen Heroica Ciudad de Juchitán de Zaragoza och delstaten Oaxaca, i den sydöstra delen av landet, 600 km sydost om huvudstaden Mexico City. Emiliano Zapata ligger 12 meter över havet och antalet invånare är 443.
Terrängen runt Emiliano Zapata är platt. Havet är nära Emiliano Zapata åt sydost. Runt Emiliano Zapata är det ganska tätbefolkat, med 124 invånare per kvadratkilometer. Närmaste större samhälle är Salina Cruz, 14,0 km sydväst om Emiliano Zapata. Trakten runt Emiliano Zapata består till största delen av jordbruksmark.